# Julius Wegscheider
Julius August Ludwig Wegscheider (27 de septiembre de 1771-27 de enero de 1849) fue un teólogo protestante alemán.

## Biografía
Nacido el 27 de septiembre de 1771 en Küblingen (actualmente parte de Schöppenstedt, Baja Sajonia). Estudió teología en la Universidad de Helmstedt, donde fue un alumno de Heinrich Philipp Konrad Henke. Desde 1795 a 1805, trabajó como profesor particular para una familia de Hamburgo. En 1805, se convirtió en repetent en la Universidad de Gotinga con su tesis doctoral titulada Graecorum mysteriis religioni non obtrudendis. Luego se desempeñó como profesor de teología en la universidad de Rinteln, desde 1806 hasta 1815, y en la Universidad de Halle desde 1815. 
En 1830, Wegscheider, junto con su colega Wilhelm Gesenius, fue amenazado con ser destituido por racionalismo, y aunque conservó su cargo, perdió su influencia. Wegscheider.murió el 27 de enero de 1849.

### Obras
- Über die von der neuesten Philosophie geforderte Trennung der Moral von der Religion (1804)
- Einlestung in das Evangelium Johannis (1806)
- Institutiones Theologicae dogmaticae (1815), el cual era una respuesta a Kritik des Rationalismus in Wegscheider's Dogmatik (1830) de W. Steiger.